# 殘胃癌
殘胃癌（cancer of gastric remnant）亦稱胃切除術後胃癌。指經過手術處理後的胃，在多年後較常人胃癌機率上升的一種現象。常因早期診斷困難而致末期發現，預後惡劣。殘胃癌行手術後5年生存率和未曾作過胃切除術的一般胃癌相仿。

## 環境
可發生於胃大部切除後的殘胃內，亦可發生於單純胃腸吻合，單純穿孔修補或迷走神經切斷後的全胃內。
若胃的首次手術就是因為胃癌，則不能歸於殘胃癌。

## 機率
殘胃癌占胃癌的0.4%～5.5%。發生率各家一般認為在1～5%之間。男女之比為5.4︰1，平均發病年齡為65歲。
從胃手術至殘胃癌發生的間隔時間文獻報告不一，平均為13～19年，最長間隔40年，少數病例短於10年。一般認為，胃手術後15年內胃癌的發生率較一般人群的胃癌為低，而術後15年以上，發生率逐漸增高，至術後20年以上，其發生率則較一般人群高出6～7倍，也就是殘胃癌現象。手術採畢氏Ⅱ式和單純胃空腸吻合術者比畢氏Ⅰ式者更易發生殘胃癌。殘胃癌的好發部位是吻合口。

## 成因
胃大部切除或迷走神經切斷後，胃呈低酸或無酸狀態，加以胃泌素分泌下降使保護性粘液減少，胃粘膜逐步萎縮。而胃手術後的膽汁、胰液和腸液的反流更損害胃粘膜，形成慢性萎縮性胃炎、腸上皮化生和不典型增生。胃酸減少有利於細菌在胃內的繁殖。細菌毒素及膽汁被細菌分解的代謝產物，可有促癌作用。而含硝酸鹽還原酶的細菌更能促進致癌物亞硝胺的合成。在這些促癌物的作用下，胃粘膜可能癌變。
胃手術後的疤痕甚至不吸收縫線的刺激，亦可能是殘胃癌發生的因素之一但成因可能較小。總之胃手術改變了胃的正常生理，更多地暴露於致癌、促癌物的作用之下，當機體免疫功能低下時殘胃癌即可發生。
這也導引了一個觀點的改變，過去認為早期胃切除可以防止消化性胃潰瘍癌變的觀點，現已被否定，反而術後胃多年後更易病變。同時十二指腸潰瘍與胃潰瘍的不同點在於前者是胃酸過多，後者則是較少，所以十二指腸潰瘍患者極稀少癌變的原因也在此，其較強的胃酸雖然造成潰瘍，但也殺滅了諸多細菌。